# هردیا (کاستاریکا)
هردیا (به لاتین: Heredia) یک منطقهٔ مسکونی در کاستاریکا است که در Heredia District واقع شده‌است. هردیا ۱۲۳٬۶۱۶ نفر جمعیت دارد و ۱٬۱۵۰ متر بالاتر از سطح دریا واقع شده‌است.

## خواهرخوانده
شهرهای آریل (شهر)، مریتا، جورجیا و ریچفیلد، مینه‌سوتا خواهرخوانده‌های هردیا (کاستاریکا) هستند.